# بورديتيلا
البوردتلاَّ (بالإنجليزية: Bordetella) هي جنس من العصويات المكورة سالبة الجرام الصغيرة (بحجم 0.2 إلى 0.7 ميكرو ميلليمتر) من شعبة البروتيوبكتيريا. وفصيلة البورديتيلَة باستثناء النوع بي بتري (B. petrii) هي هوائيات مجبرة لها احتياجات تغذوية واستزراعية معقدة، أو أنها صعبة الاستنبات. وهناك ثلاثة أنواع منها ممرضات للبشر وهي (البورديتيلة الشاهوقية والبورديتيلة نظيرة الشاهوقية والبورديتيلة المنتنة للقصبات; ومن هذه الأنواع الثلاثة وهو (البورديتيلة المنتنة للقصبات)، هناك نوع متحرك أيضًا.
تؤدي البورديتيلة الشاهوقية وأحيانًا البورديتيلة نظيرة الشاهوقية في الإصابة بمرض الشاهوق أو السعال الديكي لدى البشر، وقد تستوطن بعض أنواع البورديتيلة نظيرة الشاهوقية في الأغنام. ونادرًا ما تصيب البورديتيلة المنتنة للقصباتالأشخاص الأصحاء، في حين أنه قد سُجلت الإصابة بهذه البكتيريا في المرضى الذين يعانون نقصًا في المناعة. وتتسبب بكتيريا البورديتيلة المنتنة للقصبات في العديد من الأمراض لدى الثدييات الأخرى، ومن بينها سعال وجار الكلب والتهاب الأنف الضموري في الكلاب والخنازير على الترتيب. أما الأفراد الأخرى من هذا النوع، فتسبب أمراضًا مشابهة في الثدييات الأخرى، وفي الطيور (بورديتيلية هنزي وبورديتيلية أفيم).
وقد تمت تسمية جنس البورديتيلة على اسم الطبيب جول بورديه.

## نشوء المرض
إن معظم أنواع البورديتيلَة التي تمت دراستها بشكل وافٍ هيالبورديتيلة المنتنة للقصبات والبورديتيلة الشاهوقية والبورديتيلة نظيرة الشاهوقية، وقد تمت مراجعة جميع الأمراض التي تعتبر هذه البكتيريا من مسبباتها وهي أمراض الجهاز التنفسي. وتنتقل هذه البكتيريا عن طريق التلامس المباشر أو عن طريق دخول قطرات الرذاذ الجوي إلى الجهاز التنفسي أو ناقلات العدوى. تلتصق البكتيريا في البداية بالخلايا الظهارية الهدبية في البلعوم الأنفي، ويتم هذا التفاعل مع الخلايا الظهارية في وسط سلسلة من اللواصق البروتينية. وتشمل هذه اللواصق كلاً من الراصة الدموية الخيطية وبيرتاكتين والخمل وذيفان السعال الديكي (على الرغم من أن ظهور ذيفان السعال الديكي يقتصر فقط على البورديتيلة الشاهوقية). بالإضافة إلى المساعدة على الالتصاق بالخلايا الظهارية، فإن بعضها يتعلق بخلايا المناعة المستفعلة.
تتسبب المرحلة النزلية الأولية من عملية العدوى في حدوث أعراض مشابهة لأعراض البرد العادي، وخلال هذه الفترة، من الممكن استعادة أعداد هائلة من البكتيريا من البلعوم. وبعد ذلك، تتكاثر البكتيريا وتنتشر بشكل كبير في مجرى الجهاز التنفسي، حيث يتسبب إفراز السموم في ظهور الهدبيات ويسهل عملية دخول البكتيريا إلى الخلايا الهدبية الرغامية/الشعبية. وأحد تلك السموم التي تظهر خلال هذه العملية هو سم الخلايا الرغامية، وهو سكر ثنائي - رباعي البيبتيد مشتق من البيبتيدوغليكان. وبخلاف معظم أنواع سموم البورديتيلة الأخرى، تظهر سموم الخلايا الرغامية بشكل قوامي، حيث يكون منتجًا طبيعيًا لانهيار جدار الخلية البكتيرية. وتقوم البكتيريا الأخرى بإعادة هذا الجزيء مرة أخرى إلى الهيولي، لكن في البورديتيلة والنيسرية البنية، يتم إطلاقها في البيئة. ويستطيع سم الخلايا الرغامية نفسه أن يسبب شللاً في التصاعد الهدبي، ويمنع تخليق الحمض النووي في الخلايا الظهارية وفي النهاية يقتلها. ومن أهم السموم المنتظمة هو سم محلقة الأدينيلات الذي يساعد في تقليص المناعة الطبيعية. وينتقل السم إلى خلايا الدم البيضاء البلعومية عند التلامس. ومن ثم، تتوقف وظائف خلايا الدم البيضاء جزئيًا من خلال الإنتاج المتراكم لـ أحادي فوسفات الأدينوزين الحلقي. ومؤخرًا، تم اكتشاف أنشطة سموم محلقة الأدينيلات، بما في ذلك تكوين سم الجهد الغشائي وتنشيط تدفق الكالسيوم، وقد يساهم أيضًا في تسمم الخلايا البلعومية.

## تنظيم ظهور عامل الفوعة
يتم التحكم في ظهور العديد من لواصق البورديتيلة عن طريق مكونين منتظمين من مكونات نظام BvgAS. ويعتمد الكثير مما هو معروف عن هذا النظام المنتظم على العمل مع البورديتيلة المنتنة للقصبات، لكن BvgAS يكون موجودًا في البورديتيلة الشاهوقية والبورديتيلة نظيرة الشاهوقية والبورديتيلة المنتنة للقصبات وهو مسئول عن مرحلة اختلاف الأطوار أو تغييرالنمط الظاهري.
إن BvgS عبارة عن مستشعر مرتبط بـ الغشاء الخلوي للـ كيناز يستجيب للتحفيز من خلال فسفرة البروتين الذي يحتوي على اللولب الهيولي تحريك اللولب، وهو BvgA. عند الفسفرة، يزداد BvgA بالتناسب في مواقع محددة بشكل خاص في سلسلة محفز Bvg المنشط ويكون قادرًا على الاستنساخ المقوّى في الفحوصات التي تتم في المختبر.
تظهر معظم السموم واللواصق تحت سيطرة BvgAS في ظل ظروف Bvg+ (تركيز BvgA-Pi عالٍ). لكن هناك أيضًا جينات تظهر فقط في حالة Bvg-، معظمها من جين فلاجيلين على نحو لافت للنظر، وهي flaA. تتواسط ملائمة جينات Bvg المُقلصة من خلال إنتاج تدفق إطار قراءة مفتوح 624-bp في اتجاه bvgA، والذي يسمى بروتين مقلص لتنشيط Bvg، وهو BvgR. حيث يعوق BvgR استمرار سلسلة التوافق داخل سلاسل الترميز على الأقل لبعض جينات Bvg المكبوحة. وإعاقة هذا البروتين لسلاسل التوافق تمنع التعبير الجيني من خلال تقليل الاستنساخ.
وحتى الآن، لا تعرف الأعراض الفيزيولوجية له، لكن من الممكن تعطيل جين BvgAS في المختبر من خلال التركيز المللي مولي لسلفات الماغنيسيوم أو حمض النيكوتينيك، أو من خلال تقليل درجة حرارة الحضانة إلى 26° مئوية أو أقل منها.
وتكشف عملية تحديد طفرة نقطية معينة في جين BvgS الذي يعمل على إحصار البورديتيلة المنتنة للقصبات في مرحلة Bvg المتوسطة عن فئة من جينات BvgAS المنتظمة التي تستنسخ حصريًا في ظل تركيز متوسط لـ BvgA-Pi. ومن الممكن إنتاج النمط الظاهري المتوسط لـ (Bvgi) في البورديتيلة المنتنة للقصبات برية النمط من خلال استزراع البكتيريا في بيئة تحتوي على تركيز متوسط لمستخلص BvgAS في حمض النيكوتين. وفي ظل هذه الظروف تظهر بعض، وليس كل، عوامل فوعة الفيروسات التي تشترك في مرحلة Bvg+، بفرض أنه من الممكن أن يظهر نظامان منتظمان من المكونات الثنائية لتواصل حالات النمط الظاهري استجابة للبيئة المحيطة.